# Miroslav Krleža
Miroslav Krleža (Zagreb, 7. srpnja 1893. – Zagreb, 29. prosinca 1981.), bio je hrvatski književnik i enciklopedist, po mnogima najveći hrvatski pisac 20. stoljeća.

## Životopis
Miroslav Krleža rođen je u Zagrebu u građanskoj obitelji niže-srednjega socijalnoga statusa (razdoblje opisano u dojmljivoj prozi "Djetinjstvo u Agramu"), 1893. godine. Pohađao je Klasičnu gimnaziju u Zagrebu i završio ju 1909. godine. Pohađa vojnu kadetsku školu u Pečuhu, te neposredno uoči Prvoga svjetskog rata, u doba Balkanskih ratova, pod utjecajem jugoslavenske integralističke ideologije bježi u Srbiju. Godine 1913. prekida vojni studij u peštanskoj Ludovicejskoj akademiji. Preko Pariza i Soluna dolazi u Srbiju s nakanom da bude dobrovoljac u srpskoj vojsci. Osumnjičen je kao špijun i srbijanske ga vlasti protjeruju. Vraća se u Austro-Ugarsku i u Zemunu biva uhićen na osnovi tjeralice Ludoviceuma. Godine 1915. mobiliziran je kao domobran i poslan na bojišnicu u istočnoj Europi (Galicija) gdje doživljava Brusilovljevu ofenzivu. Na bojištu je kratko vrijeme, a ostatak rata provodi po vojnim bolnicama i toplicama zbog slaboga zdravstvenog stanja, a i objavljuje prve književne i novinske tekstove.

### Međuratno razdoblje
Po stvaranju Kraljevine SHS Krleža se, fasciniran Lenjinom i sovjetskom revolucijom, angažira u komunističkom pokretu novonastale države i razvija snažnu spisateljsku djelatnost: u to je doba, gotovo do Radićeva ubojstva, pisao srpskom ekavicom kao i niz drugih, jugounitarizmom opijenih hrvatskih pisaca (Šimić, Ujević, Cesarec, Majer, Cesarić, Donadini, Andrić...).  Već je potkraj dvadesetih godina prošlog stoljeća dominantan lik u književnom životu jugoslavenske države, a neka od najsnažnijih ostvarenja na svim poljima (poezija, roman, drama, esej, memoarska proza, polemike i publicistika, novelistika) objavljuje u tridesetima, u vrijeme jačanja desnih i lijevih totalitarizama.
Približavanjem Drugoga svjetskog rata Krležina vjera u komunizam slabi i opada: pojava dijelom povezana s averzijom prema kanonima socrealizma koji su postali obvezatnima u razdoblju zreloga staljinizma, a još više čistkama u kojima je Staljin iskorijenio većinu stare boljševičke garde, a i sve Krležine prijatelje koji su završili kao prognanici u komunističkoj obećanoj zemlji. Zgađen nad svim opcijama koje su bile na političko-ideološkom meniju – od liberalno-imperijalnih demokracija koje su mu bile odbojne zbog protuhrvatskih makinacija sila Antante, kasnijih geopolitičkih manipulatora u Versaillesu, preko nacističkog i fašističkog totalitarizma kojeg je dobro procijenio kao slijepu ulicu civilizacije do komunističke diktature (početni entuzijazam o planiranom društvu socijalne i nacionalne pravde splasnuo je u srazu sa stvarnošću realsocijalizma), Krleža je Drugi svjetski rat dočekao praktički usamljen i posvađen s prijašnjim sudruzima iz komunističke partije, no ovi su ga ipak željeli za potpredsjednika AVNOJ-e.

### Drugi svjetski rat
Nakon proglašenja NDH Krleža se našao u Zagrebu. Luigi Salvini, tadašnji kulturni ataše talijanskog veleposlanstva u Zagrebu mu je bio ponudio propusnicu za Italiju, no on to odbija kao što odbija i odlazak u partizane jer mu je svejedno, kao što je Krleža govorio, hoće li ga  „Dido (Eugen Dido Kvaternik) ili Đido (Milovan Đilas) ubiti“. Ubrzo se pokazalo da mu od vlasti NDH nije prijetila nikakva opasnost bez obzira na to što je Krleža u cijelom predratnom razdoblju nastupao s izrazito ljevičarskih pozicija. Vlasti NDH u cilju svenarodne pomirbe nudile su Krleži razne funkcije, no on ih je sve bio odbio. Poglavnik Ante Pavelić mu je 23. rujna 1943. godine ponudio mjesto intendanta HNK, nakon toga je odbio mjesto profesora hrvatske književnosti na Sveučilištu u Zagrebu te upraviteljstvo u Sveučilišnoj knjižnici. Krleža odbija suradnju kad ga izričito na to poziva Mile Starčević, ministar nastave i bogoštovlja.  Mile Budak koji se nekoliko puta našao osobno s Krležom i tijekom cijelog rata imao prema njemu više nego zaštitnički stav ponudio mu je uređivanje časopisa Hrvatska da ga uređuje u neutralnom duhu u neutralnoj Švicarskoj. Krleža je i to bio odbio. Krleža se sklonio nekoliko puta za vrijeme rata kod liječnika Đure Vranešića koji je mučki ubijen u čistkama novog komunističkog režima i kojega ni Krleža nije uspio spasiti. Titovom posredniku i kiparu Antunu Augustinčiću Krleža je poručio da ostaje na partijskoj liniji a prijeratno prijateljstvo s Titom poslije rata doslovno mu je spasilo život. Krleža je pisao i za vrijeme rata i svoje je dnevničke zapise koncipirao za dramu "Aretej".

### Socijalistička Jugoslavija
Neko vrijeme na ledu u doba poraća, reafirmirao ga je i reaktivirao prekid veza Jugoslavije i Kominforma, poslijeratne inačice Kominterne. U klimi kakve-takve liberalizacije pokreće 1950. Jugoslavenski leksikografski zavod, današnji Leksikografski zavod Miroslav Krleža, praktički jedinu "jugoslavensku" instituciju sa središtem u Hrvatskoj, te istupima i referatima djeluje kao poticatelj umjetničke slobode i oslobađanja od stega socrealizma. 1961. je bio među utemeljiteljima časopisa Razreda za književnost HAZU Foruma. Godine 1967. potpisuje "Deklaraciju o nazivu i položaju hrvatskoga književnog jezika" (vidi Hrvatski jezik). Nakon potpisivanja Deklaracije morao je Krleža dati ostavku na položaj u Centralnom komitetu SKH, nakon jugokomunističke hajke na "nacionalizam" izražen, navodno, u tom dokumentu. Međutim, bez njegove bi podrške Deklaracija bila teško ostvariv projekt: Krleža je ipak bio osobni prijatelj Josipa Broza Tita, te je predstavljao rijetku osobu koja je mogla socijalno “preživjeti“ kritiku moćnog Vladimira Bakarića izrečena sa saborske govornice protiv potpisnika Deklaracije; kritike koja je većinu potpisnika stajala socijalne degradacije, a bez Krležinog pokroviteljstva bi zacijelo potpisnici bili suočeni i s kaznenim progonom. U doba Hrvatskoga proljeća simpatizirao je zahtjeve proljećara, no povukao se kad je postalo očito da je Tito odlučio slomiti hrvatski nacionalni pokret (jedina Krležina uspješna intervencija smanjivanje zatvorske kazne Tuđmanu). Do kraja života djeluje u Leksikografskom zavodu, a zadnje godine provodi narušenoga zdravlja i poluparaliziran. To je razdoblje Krležina života iscrpno prikazano u nekonvencionalnim višesveščanim monografijama njegova Eckermanna, Enesa Čengića.

## Književno stvaralaštvo
Krleža je ostvario golem opus (po različitim brojanjima, njegova sabrana djela obuhvaćaju između 50 i 80 svezaka) koji pokriva kako središnje književnoumjetničke žanrove, tako i atipične ili marginalne zapise (enciklopedijske natuknice, prepiska o raznim temama, putopisi, ...). Rani utjecaji obuhvaćaju skandinavske dramatike kao Ibsena i Strindberga i filozofa Nietzschea, kojima su se kasnije pridružili prozni i pjesnički uradci Krausa, Rilkea i romaneskno djelo Prousta. Iako je često iskazivao averziju i prijezir prema Dostojevskom, u grozničavim dijalozima Krležinih romana i drama vidljiv je trag ruskoga pisca, kao i  impresionizma i ekspresionizma koji su dominirali njemačkim govornim područjem prva dva desetljeća 20. stoljeća.
Iako je pokrenuto čak nekoliko edicija, još ne postoji niti jedna koja bi obuhvaćala cijeli Krležin opus. Dodatno takav eventualni pokušaj otežava i činjenica da je sam autor neprekidno intervenirao u svoja već objavljena djela.

### Poezija
Krležin je pjesnički opus bjelodan izuzetak od vlastite izreke: "Tko je propao na svim životnim poljima, preostaje mu još bavljenje poezijom i politikom". Istina, počeo je glagoljivim, whitmanovskim i verhaerenovskim panteističko-egzaltiranim "simfonijama" ("Pan", 1917., "Tri simfonije", 1917.), nabujaloga verbalnoga vatrometa koji je trebao ostaviti dojam ekstatične životne radosti u kojoj se pojedinac gubi u, za njega oslobađajućim, ritmovima kozmosa. No, rezulatat je bio daleko od očekivanoga (kao što su ustanovili i drugi vitalistički panteisti koji su u to doba harali literarnom Europom): razlomljena sintaksa, mnoštvo bizarnih asocijacija i šepava ritmika naveli su srpskog pjesnika i kritika Simu Pandurovića na ironičan komentar o jednom Krležinom stihu u kojem ovaj, u karakteristično groteskno-hiperboličnoj maniri najavljuje razaranje vlastitoga mozga: "Ne sumnjamo da će g. Krleža uspeti u svojim namerama!"
Nakon te faze uslijedila su zrelija ostvarenja, objavljena u četvorim zbirkama 1918., 1918., te u lirskim djelima početka 1930-ih. Za te se ostvaranje može konstatirati da pokazuju utjecaj srednjoeuropske proturatne lirike i ekspresionističke poetike. Dominantni senzibilitet je paradoksalna mješavina otupjele otuđenosti i sućuti; najbolje pjesme su nabijene pregnantnim slikama društvene bijede i u njima teku asocijativne struje koje vrtlože više disparatnih mislenih i osjećajnih uzlova u uvirno središte pjesničke slike. Opći je dojam toga dijela Krležina pjesničkog djela zrelost u kojoj je hipernadraženi senzibilitet mladca s kompleksom nacionalnoliterarnoga profeta iz rane faze pretočen u snažni i dojmljivi lirski korpus modernističkog uklona – korpus u kojemu su asimilirani i integrirani utjecaji raznih "izama" – poglavito francuske i njemačke provenijencije (dadaizam, nadrealizam, formalizam, ekspresionizam,...). 
No, nedvojbeno najveći Krležin poetski ostvaraj vizionarni je pjesnički kompendij "Balade Petrice Kerempuha", 1936. Za taj se rad autor dobro pripremao: glavnom mu lektirom bijaše Belostenčev monumentalni "Gazofilacij", kao i niz hrvatskih spisatelja koji su pisali na kajkavštini, uključujući Vramca, Pergošića, Habdelića i Brezovačkog. Krleža je u "Baladama" stvorio vlastiti jezik, jezik kojim se nikad i nigdje nije govorilo ni pisalo; savršeni hibridni instrument temeljno kajkavskoga idioma u koji su utkani, virtuozno i funkcionalno, latinski, madžarski, njemački, hrvatski štokavski, talijanski i ini leksemi i stilemi. Sva se kompozicija ne može okarakterizirati ni kao spjev, ni pjesnička drama, ni bilo na koji konvencionalan način. U tom djelu dominira, najvećim brojem pjesama, glas i vizura hrvatskoga plebejskoga "proroka" Petrice Kerempuha, u autorovoj svijesti utjelovljenja socijalno i nacionalno gaženoga pučkoga hrvatstva; tematika je raznovrsna, no prevladavaju slike krvi, mučenja, razaranja..., kao i motivi izdaje, prodaje, veleizdaje, odnarođenja..., dok je summa djela "Planetarijom", odulja pjesma u kojoj su sažeti svi glavni hrvatski mitovi i likovi posljednjih 500 godina, od bitaka s Turcima do Starčevića i Supila, od Križanića i Gundulića do Strossmayera. Pri pozornijem čitanju vidljiva je izočnost suvremenijih pojava (npr. Radića), kao i nepostojanje zahvata u predtursku prošlost. No, to je možda objašnjivo i time što "Balade" nisu kanile obuhvatiti svehrvatsko povijesno iskustvo, nego su se uglavnom ograničile (što je i logično, uzme li se idiom kojim su pisane) na duboko proživljen i emocijama prezasićen prikaz sjevernohrvatskoga kompleksa i njegovu socijalnonacionalnu golgotu. Neprevodive na hrvatski standardni jezik, a teško pretakane u strane jezike, "Balade" su istodobno korjenito nacionalna i univerzalna knjiga: mitografija tragičnoga ljudskoga kozmosa, inkarniranoga ovaj puta ne u dogodovštinama kraljeva i velmoža, nego u višestoljetnome iskustvu gaženoga hrvatskoga pučkog kolektiva.

### Drame
Miroslav Krleža je izuzetnu tvoračku energiju posvetio dramskomu žanru – činjenica koja ne začuđuje uzme li se u obzir njegova adolescentska fascinacija dramskom literaturom (poglavito skandinavskom), kao i angažman (društveni život, brak, poznanstva) u kazališnome miljeu koji ga je neprestance privlačio.
Iako postoje različite periodizacije Krležina dramskoga spisateljstva, vidljivo je da u ranijoj fazi ("Kraljevo", 1918., "Kristofor Kolumbo", 1918., "Michelangelo Buonarrotti", 1919.) prevladava prometejsko-titanski svjetonazor izražen u likovima herojskih vitalista, ali i groteskne karnevalske sotije u masovkama. Sam je scenski rukopis na tragu prvih ekspresionista, njemačkih, čak im i prethodi. "Kraljevo" je možda prva ekspresionistička drama u Europi. U tim je dramama dakle pod jasnim utjecajem ekspresionizma i eksperimentalnih kazališnih strujanja (poigravanje sa zvucima, rasvjetom, jurnjava i tučnjava po pozornici, retorika likova koja je više nalik na deklamatorske političke proglase); ukratko, to su eksperimentalni komadi koji, iako prikazuju povijesne ličnosti iz renesansnoga miljea, jasno izražavaju piščevu vjeru u budućnost koju je pobudila komunistička revolucija u Rusiji (uostalom, prilično čestom pojavom u Europi neposredno poslije Prvoga svjetskog rata bijaše kombinacija kazališnoga eksperimentiranja i lijeve radikalne ideologije).
U drugom dijelu stvaralaštva Krleža piše radnjom i energijom nabijene dramske komade u kojima se koriste neki ekspresionistički postupci, no u funkciji realističkoga prikaza socijalnih i nacionalnih previranja posljednjih dana Austro-Ugarske i nastanka nove države ("Galicija", 1922., "Golgota", 1922., "Vučjak", 1923.).
Treći dio piščeva dramskoga opusa ujedno je i najpoznatiji: u ciklusu o Glembajevima, autor se vratio skandinavskim naturalističko-simbolističkim uzorima svoje adolescencije. U prikazu pada i rasapa magnatske obitelji Glemabajevih, te drugih osobnosti iz staleža visokoga građanstva, Krleža je, uzme li se u obzir energija i sustavnost koje je uložio u tu trilogiju ("U agoniji", 1928., "Gospoda Glembajevi", 1928., "Leda", 1932.), stvorio pomalo neobičan korpus. Posve sigurno snažni ostvaraj psihološkoga naturalizma, piščev najpoznatiji dramski ciklus je stilski anakron: u doba radikalne eksperimentalne poetike, koja se proteže od Pirandella preko Brechta do poslijeratnih Ionesca i Becketta, Krleža je ignorirao kazališno inovatorstvo i vratio se predčehovljevskim uzorima. Motivi za to ostaju nejasni, no vjerojatno su u vezi s piščevim približavanjem građanskim slojevima, kojima je lakše bilo apsorbirati konvencionalniju dramaturšku poetiku. Ili, jasnije, Krleža se, vjerojatno zbog pritiska okoline, nakon mladenačkog uzleta vratio u provincijske razmjere. Bitno je i naglasiti da je to jedini dio Krležina stvaralaštva u kojem on, nakon dojmljivog početnog uzleta, tematski i stilski zaostaje za glavnim strujanjima svoga vremena (što se nikako ne bi moglo reći za poeziju, novelistiku, roman, esej i memoarsku publicistiku).
Poslijeratni autorov opus tvori nekoliko drama od kojih su najpoznatije "Aretej", 1959. i "Saloma", 1963., dramske fantazije izvan realističkoga miljea (miješaju se prostorni i vremenski planovi, situacije i likovi) koje problematiziraju politiku, rat i povijest – pokušavajući u ponavljanju obrazaca ljudskog ponašanja kroz povijest otkriti smisao ljudskog života. Iako zahtjevni za izvođenje "Aretej" je u režiji Georgija Para jedna od najznačajnijih predstava Dubrovačkih ljetnih igara.

### Novele i pripovijesti
Krležin novelistički korpus ostaje, uz Marinkovićev i Andrićev, dominantnim u hrvatskoj književnosti, a po snazi i univerzalnosti ostvaraja ravnim poznatijim novelističkim ciklusima Thomasa Manna ili Alberta Camusja.
Piščev se novelistički opus dijeli, uglavnom, u tri tematska ciklusa. Prvi čini jedna od ponajboljih proturatnih proza, zbirka pripovijesti "Hrvatski bog Mars", kompletirana 1947. (iako je većina izašla još u ranim dvadesetima). Tema je besmisleno stradanje hrvatskih domobrana poslanih na klaonicu istočnoga bojišta (Galicija), a stil je karakterističan Krležin – spoj impresionizma i ekspresionizma, povišene retorike i melankoličnih meditacija. Dominiraju naturalistički opisi vojničkoga života i smrti, a sve je uronjeno u ozračje implicitnoga komentara koji bismo mogli označiti gnjevnim i nepomirljivim. Već je tu vidljiva Krležina lijeva orijentacija i nada da će komunistička revolucija jednom zasvagda riješiti probleme tlačenja i imperijalnih osvajanja što je jedna od glavnih razlučnica spram ratne i poratne proze npr. francuskih ili američkih autora, koju karakteriziraju beznađe i besmisao- npr. kod Hemingwaya. Kuriozum je i da je u "Hrvatskom bogu Marsu" sačuvano hrvatsko vojno nazivlje koje je ponovo ušlo u uporabu s ostvarenjem suverene hrvatske države.
Drugi ciklus tvore tzv. novele malograđanskoga kruga, među kojima se ističu "In extremis", "Veliki meštar sviju hulja" i "Smrt bludnice Marije". Taj je ciklus od 11 ili 12 novela kompletiran 1948., a napisan je većim dijelom također u 1920-im. Središtene su najčešće oko sukoba neurotičnoga hrvatskoga intelektualca, idealističko-prevratničke ideologije, i malograđanske buržoaske okoline (tako se može reći da u minijaturi predstavljaju neke od opsesivnih tema kasnijih romana). Treći dio Krležinoga novelističkoga opusa obuhvaća 11 novela, i tematizira «glembajevštinu» ili financijski uspon i moralni pad i slom pripadnika visoke buržoazije. Srodne sa sličnim pripovijestima europskih naturalista na prijelazu stoljeća (no, stilski modernistički usmjerene i samosvojne), te novele pripadaju ponajboljoj europskoj novelistici toga doba, a suvremenomu su čitatelju jamačno najintrigantniji i najzanimljiviji dio Krležina novelističkoga opusa.

### Romani
Krležini su romani pisani bujnim, "baroknim" stilom i jezikom koji vrvi novotvorenicama i složenicama, bogati esejističkim odlomcima u tradiciji srednjoeuropskoga intelektualističkoga romana (Robert Musil, Rainer Maria Rilke), no i ruskoga romana ideja karakterističnog za Dostojevskoga, nabijeni su radnjom i dramskim scenama koje se isprepliću s kontemplativnim pasažima o naravi ljudskoga postojanja, umjetnosti, politici i povijesti. Dominira egzistencijalistička vizija ljudske sudbine, izrečena povišenom retorikom, često prenepregnutim i isprekidanim dijalozima, te bujicom slika, zvukova i asocijacija u kojima se miješaju glasovi likova i autorov implicitni komentar. Kao esejistički romani ideja, Krležina su djela bliska romanesknoj struji modernizma prevladavajućoj u književnosti njemačkoga jezika (Thomas Mann, Robert Musil), no odvajaju se od njih dramatičnošću radnje i silovitim vrtlogom političkih zbivanja koji ne dopušta detaširano intelektualiziranje, po čemu je Krleža sličniji Arthuru Koestleru ili Malrauxu.
Uz ponešto zanemarene romane "Tri kavalira frajle Melanije" i "Vražji otok", za Krležinu romanesknu umjetnost reprezentativna su četiri djela: "Povratak Filipa Latinovicza", "Na rubu pameti", "Banket u Blitvi" i "Zastave".
Povratak Filipa Latinovicza roman je o umjetniku, često dovođen u vezu s proustovskim ciklusom (Krleža je Prousta izuzetno cijenio), no bliži je istini sud da je posrijedi protoegzstencijalističko djelo senzibiliteta stranoga francuskom romanopiscu: dominiraju otuđenje i mučnina, incestuozni seksualni porivi i frustracije, ideološko-politički dijalozi vođeni na rubu histerije, rastakanje svijesti izraženo u gongoristički iskrivljenim rečenicama koje nerijetko krše pravila konvencionalne sintakse. To je još vidljivije u satiričko-političkim romanima. "Na rubu pameti" još je dinamičniji spoj dramske radnje izražene u groteskno hipertrofiranim scenama i dijaloškim dvobojima, lirsko-metafizičkim solilokvijima i naglom upadu kajkavskog vernakulara kao moralnoga suca sve te kafkijanske more kojoj je tema najotpornija ljudska osobina: glupost.
Sljedeći je u nizu velikih romana nastalih uoči Drugoga svjetskog rata (iako mu je posljednja knjiga dovršena poslije rata) Banket u Blitvi, smješten u imaginarnoj baltičkoj državi i usredotočen na temu totalitarizma i borbe protiv njega. Ta, kako su ju neki nazvali, "poema o politici", nije samo izuzetan politički roman, nego i sadrži bitne autorove uvide i nazore o determinizmu i slobodi u tkanju ljudskoga života i sudbine, prikazanim u nezaboravnoj sceni marioneta lutkarskoga kazališta, još jedan dug piščev srednjovjekovnoj i renesansnoj plebejskoj kulturi.
Četvrti, najopsežniji od istaknutih Krležinih romana, "Zastave", istodobno je i najhrvatskiji i najteži za prevođenje, te najteže uspostavlja komunikaciju s potencijalnim inozemnim čitateljem. Taj hrvatski "Rat i mir" ili "summa krležiana" (kako su ga kritičari nazvali), panorama je hrvatskoga društva uoči i poslije Prvoga svjetskog rata, te daje konačnu autorovu presudu o zanosima i zabludama mladosti: ponajviše o raspadu Austro-Ugarske, hrvatskom nacionalnom pitanju, stvaranju i održivosti Jugoslavije, a sadrži i Krležinu filozofiju povijesti.
Dok prethodni romani ne zahtijevaju od čitatelja uranjanje u ideološko-povijesni okvir iz kojega je nastala jugoslavenska država, a po svom su ostvaraju univerzalniji i svjesno inovativne modernističke strukture, "Zastave" su pisane kao golem solilokvij u kojemu pisac više uopće ne haje za žanrovske konvencije ni za efekte privlačnosti čitateljstvu. Taj posljednji veliki roman je Krležin obračun, ali sa samim sobom. Kao bujica teče radnja koja počinje arhetipskim sukobom oca i sina Emeričkih, i koja u svom toku guta konvencije, žanrove i stilove - sve s ciljem što plastičnijega prikaza jugoslavenske ideologije i hrvatske sudbine u presudnim momentima prva dva desetljeća 20. stoljeća.
Krležu su često (naravno, dok je imao status državnoga pisca u SFRJ, potajice) prozivali što se nije javno distancirao od komunističkoga totalitarizma i što se stalno vraća na "austro-ugarske teme". Ta je ocjena nepravedna i površna. Autor se obračunao s totalitarizmom, bilo koje boje, u političkim romanima. Njegov uvid da je za hrvatsku nacionalnu sudbinu važnija Jugoslavija (kao ideja) od komunizma (kao ideje) nedavna je prošlost više nego dostatno potvrdila. U "Zastavama" je bilo kakva ideja jugoslavenstva temeljito razorena, pa su nagrade koje je taj roman dobio u doba SFRJ samo znak piščeva statusa nedodirljive veličine, a i, valja reći, mješavine plitkosti i nezainteresiranosti ondašnje političke i kulturne elite, koja vjerojatno nije ni primijetila svu subverzivnu snagu "Zastava". Nabijene političkom poviješću, nezaboravnim likovima i situacijama, problematiziranjem hrvatske, srpske, makedonske i albanske nacionalne sudbine, "Zastave" su istovremeno i nadgrobni spomenik jugoslavenstvu i promišljanje usuda naroda koji su tvorili tu zajednicu.

### Eseji
Krležin esejistički opus golem je (obuhvaća možda između 30% i 50% njegova djela), izuzetno raznovrstan i bogat, te središnji po značaju za autora. Nasljednik i protagonist srednjoeuropske tradicije intelektualiziranoga esejizma (kakvu nalazimo, npr., kod Krausa i Rilkea, pisaca koji su snažno utjecali na Krležu), pisac je u esejiziranju cijeloga svoga proznoga spisateljstva nerijetko izbrisao granice među žanrovima: tako se misaono-esejistički pasaži pojavljuju u romanima i novelama, a posebno u dnevnicima i putopisima. Osoba izuzetno širokih interesa, Krleža je u svom esejističkom spisateljstvu obuhvatio politiku, glazbu, književnost, likovnu umjetnost, društvene pojave i velike ličnosti europske kulture, povijest, medicinu, filozofiju i druga područja humanistike i društvenih znanosti. Neka izdanja piščevih djela u esejistiku ubrajaju golem korpus Krležinih zabilježaka o leksikografskim pitanjima (dok je bio ravnateljem Leksikografskog zavoda), izašao pod nazivom "Marginalia lexicographica", te niz opservacija o svemu i svačemu, tiskanom kao višesvezačna "Panorama pogleda, pojava i pojmova". Eseji su izdavani bilo kao posebne knjige ("Evropa danas", 1935., "Deset krvavih godina", 1937., "Eppur si muove", 1938., "Knjiga studija i putopisa", 1939., te polemički "Dijalektički antibarbarus" i "Moj obračun s njima", 1939., 1940.), a nemali dio ostalih tekstova izašao je u izdanjima naslovljenima samo kao "Eseji".
U tako bogatu, upravo golemu opusu, razvidne su sljedeće značajke: stil je karakterističan Krležin, bujan i gongoristički, često pretovaren neologizmima i bljeskovitim asocijacijama; enciklopedijska inteligencija piščeva suvereno barata nizom disparatnih pojmova i dovodi ih u asocijativne sveze; nemali broj eseja pripada miješanom žanru jer se u njima pojavljuju dramski i poetski fragmenti.
U tekstovima posvećenim glazbenicima, piscima, slikarima, povijesnim ličnostima (Chopin, Petar Dobrović, Proust, Erazmo Roterdamski, Paracelsus,..), Krleža je dao sjajne portrete osobnosti smještene u kontekst vremena i dominantne kulture. Tekstovi su prezasićeni estetskim senzibilitetom, čak i kad se piše o relativno prozaičnim pojavama. Autorovi eseji o politici i povijesti su problematičniji: studije o hrvatskom nacionalnom usudu, o ličnostima Supila i Radića maestralni su, i po vrijednosti rasvjetljavaju mnoga čvorišta nacionalne prošlosti i problematike bolje nego stručna historiografska djela. Tekstovi pak o svjetskoj politici, skandalima (afera Stavisky) i ideologijama (Brest-Litovsk, Lenjin, polemike o socijalno angažiranoj umjetnosti) osciliraju: nerijetko protkani briljantnim uvidima, bitno su oslabljeni Krležinom fiksacijom na lenjinizam i komunističku ideologiju. Pisac nije nigdje problematizirao marksističku ideologiju niti sovjetsku totalitarnu praksu, pa se stoga za taj dio njegova opusa može reći da je uvelike zastario, a u mnogim vidovima upravo smiješan kao primjer političke kratkovidnosti, pristranosti i dogmatizma. Istina je da je Krleža napadao dogmatizam komunističke partije u umjetničkim pitanjima, no nikada nije ozbiljnije doveo u pitanje totalitarizam komunističkoga svjetonazora.
Krležini eseji pripadaju vrhunskim djelima toga žanra u svjetskoj književnosti. Najbolji su u onim dijelovima u kojima autor daje oduška svomu estetskomu senzibilitetu i stvara dojmljive, nekad kvazidramske, nekad pak impresionističke studije iz područja hrvatske nacionalne problematike, umjetnosti i europske kulture. Vidljivo slabija su djela filozofskih, ekonomskih i analitičkih pretenzija u kojima autor pokušava secirati razne idejne probleme (psihoanaliza, razni metafizički sustavi). Iako veoma načitan i informiran, Krleža je bio poglavito umjetnički, a ne filozofsko-analitički intelekt, pa su ti radovi bitno inferiorniji u usporedbi sa studijama njegova uzora Krausa. Glede piščeve političke esejistike posvećene svjetskoj politici, još je vidljivija dihotomija između sjajnih uvida u političke makinacije međuraća i apologetike komunističke ideologije. Krležin esejistički opus sadrži istodobno izuzetne vrjednote, poglavito o umjetničkim, kulturološkim i nacionalnim temama, kao i dobar dio drugorazrednoga spisateljstva, ponajviše o političko-ideološkoj i religijsko-metafizičkoj problematici.

### Dnevnici, zapisi i memoarska proza
Krležini memoarski zapisi i dnevnici idu u red najvrjednije svjetske literature toga žanra. Hrvatski je pisac ostavio impresivan korpus u ovom, za književnost pomalo marginaliziranom i slabije vrjednovanom žanru: Krleža je dnevnik vodio od 1914. do 1977., a tekstovi su objavljeni 1977. u pet knjiga. Godine 1988. tiskani su "Zapisi s Tržiča", dnevničko-memoarski zapisi u nekoliko knjiga. U taj korpus spadaju i jasno izdvojeni tekstovi poput "Djetinjstva 1902. – 1903." (u kojem Krleža opisuje proces odrastanja i dozrijevanja – tekst je tiskan 1952.).
Posebna, i vjerojatno najbolja Krležina intimna knjiga, jedan od vrhova moderne europske misaone i ispovjedne književnosti su "Davni dani", spoj dnevnika, memoaristike i kasnijih autorovih redaktura (velik dio proznoga uratka potječe iz razdoblja Prvoga svjetskog rata, no pisac ga je pedesetih godina dosta radikalno revidirao). Tematski veoma raznorodna, Krležina memoarska esejistika i dnevnički zapisi su sklop piščevih zapažanja o svakodnevnosti življenja, asocijacija i reminiscenicija na prijatelje (i neprijatelje), razmišljanja o filozofskim, etičkim, političkim, umjetničkim, književnim i inim problemima, zabilješke snova, promišljanje prošlosti i djetinjstva, razrađivanje enciklopedijskih natuknica koje su pobudile autorovu znatiželju. Po kakvoći ostvaraja, dnevnici i memoarska proza pripadaju vrhunskim djelima zapadne književnosti te vrste.

## Zaključak
Jedno od pitanja koje se često nameće poznavateljima piščevog djela je: zašto Krleža nije u svijetu poznatiji i priznatiji? Odgovor na to pitanje je istodobno i odgovor na pitanje o, od mnogih percipiranoj, podcijenjenosti Krležina cijeloga opusa: u recepciji Krležinoga djela je konvergiralo nekoliko negativnih činitelja čiji zbrojni efekt bijaše nedovoljna afirmacija hrvatskoga pisca. Glavni je ujedno i najočevidniji – "rubnost" i nevelik utjecaj hrvatskoga jezika, što je, indirektno zasvjedočeno i primjerima poput Andrića i raznih skandinavskih, japanskih ili poljskih pisaca koji su dobili Nobelovu nagradu, no to im svejedno nije pomoglo da uđu u općeprihvaćeni kanon svjetski čitanih klasika. Drugi važni činitelj je situiranost u tzv. "Zwischeneuropi", ili srednjoj i jugoistočnoj Europi – području u kojem i veliki pisci koji pišu na "velikom jeziku" poput njemačkog (npr. Karl Kraus ili Hermann Broch) teško dolaze do univerzalnoga priznanja i ostaju, u najbolju ruku, ograničeni na specijalističke studije. Ne nalazeći se ni u središtu "zapada" (Francuska, Engleska, Sjedinjene Američke Države), niti dovoljno "egzotični" (Rusija, Latinska Amerika), pisci od Austrije do Poljske, glavna značajka kojih je intelektualizirani esejizam u svim formama proznoga spisateljstva, ostaju dijelom zbog sivila i mučnine tematike, a još više zbog zahtjevnosti obradbe nedovoljno prihvaćeni i poznati.
Piščev politički angažman je do sada uglavnom negativno utjecao na vrjednovanje njegova djela jer je u prvi plan stavljao socijalnu dimenziju i samostvoreni "image" Krleže kao ikonoklasta i revolucionarne figure. No, kako je vrijeme pokopalo komunističku ideologiju i Krležine iluzije utkane u nju, tako je i njegov opus u dobroj mjeri ostao u sjeni politizacije, i tek u novije doba dobiva realniju procjenu koja se postupno oslobađa od ideologizacije.
Po više kriterija, Krleža je zasigurno jedan od najvećih europskih i zapadnih pisaca 20. stoljeća, poglavito u žanrovima poezije ("Balade Petrice Kerempuha"), romana ("Na rubu pameti"), eseja ("Eseji") i dnevničko-memoarske proze ("Davni dani"). Do toga zaključka nije teško doći usporedi li se umjetnički doseg njegova spisateljstva s onim daleko priznatijih suvremenika, Thomasa Manna, Virginije Woolf, Alberta Camusa, Williama Faulknera ili Aleksandra Solženjicina.
Na koncu valja spomenuti i izuzetno važan Krležin rad na enciklopedistici, gdje je u suradnji s Matom Ujevićem i na njegovu tragu ustrojio Leksikografski zavod koji sada nosi Krležino ime, a koji je po kvaliteti izdanja ravan najvrednijim svjetskim enciklopedijskim institutima, te čini, uz Maticu, Akademiju i Sveučilište, jednu od tri ili četiri glavne kulturne institucije hrvatskoga naroda.

## Djela

### Poezija i proza
- “Pjesme” I i II (1918.)
- “Pjesme” III (1919.)
- “Hrvatski bog Mars” (1922.; potpuna i konačna inačica 1933.)
- “Pjesme u tmini” (1937.)
- “Novele” (1924.)
- “Hiljadu i jedna smrt” (1932.)
- “Povratak Filipa Latinovicza” (1932.)
- “Novele” (1937.)
- “Balade Petrice Kerempuha” (1936.)
- “Na rubu pameti” (1938.)
- “Banket u Blitvi” (1938.), (1939.), (1962.)
- “Zastave” (1969.)

### Drame
- "Legenda" (1914.)
- "Maskerata" (1914.)
- “Kraljevo” (1915.)
- “Kristofor Kolumbo” (1917.)
- “Michelangelo Buonarroti” (1918.)
- "Saloma" (1918.)
- “U logoru” (1920.)
- "Adam i Eva" (1922.)
- "Galicija" (1922.)
- "Golgota" (1922.)
- "Vučjak" (1923.)
- "Gospoda Glembajevi" (1929.)
- "U agoniji" (1928.)
- “Leda” (1930.)
- “Aretej” (1959.)

### Eseji
- "Evropa danas" (1935.)
- "Deset krvavih godina" (1937.)
- "Eppur si muove" (1938.)
- "Knjiga studija i putopisa" (1939.)
- "Dijalektički antibarbarus" (1939.)
- "Moj obračun s njima" (1940.)

## Nagrade i odličja
- 1922.: Demetrova nagrada, za dramu Golgota.
- 1923.: Demetrova nagrada, za dramu Vučjak.
- 1924/25.: Demetrova nagrada, za dramu Michelangelo Buonarroti.
- 1927/28.: Demetrova nagrada, za dramu U agoniji.
- 1928/29.: Demetrova nagrada, za dramu Gospoda Glembajevi.
- 1962.:  Nagrada Vladimir Nazor, za životno djelo.
- 1962.: NIN-ova nagrada, za roman Zastave.
- 2000.:  Velered kralja Dmitra Zvonimira s lentom i Danicom, za izniman doprinos hrvatskom književnom, kulturnom i znanstvenom stvaralaštvu 20. stoljeća.[12]

## Citati
- „Sačuvaj me Bože srpskog junaštva i hrvatske kulture.“
- „Ljudi se međusobno varaju, lažu jedni drugima u lice, obmanjuju se laskanjem i prozirno pretvorljivim udvaranjem, a to im često poštenoljudski izgleda nerazmjerno hrabrije nego da jedni drugima kažu golu istinu.“
- „S ljudima zajedno smrdi, ali je toplo.“

## Zanimljivosti
- Godine 1907. kao trinaestogodišnjak pobijedio je na plivačkoj utrci u Zagrebu održanoj između dviju obala rijeke Save koje danas spaja željeznički most.[13] To je najstariji sačuvani podatak o daljinskom plivanju u Hrvatskoj.
- Godine 1910. pobijedio je u plivačkim natjecanjima na 400 metara i 11 kilometara koja su bila u sklopu organiziranoga javnoga natjecanja u skokovima te brzom i ustrajnom plivanju održanoga od 26. do 28. kolovoza, a plivalo se je prsnim stilom niz Savu od Zagreba do Jakuševca.[13]

## Drugi o Krleži
Dobriša Cesarić i Krleža bili su dobri prijatelji. Cesarić je s osobitim poštovanjem govorio i pisao o Krleži: »Često smo zajednički polazili u šetnju. (...) Na jednoj takvoj šetnji Trnjanskom cestom, već u blizini Save, Krleža pokaza glavom na jedan tvornički dimnjak s lijeve strane ceste. ‘Ded, pogodite na što naliči?’  Dimnjak nije bio odviše visok, i jasno su se na njemu isticale cigle od kojih je bio sagrađen, mjestimice zagarene čađom. Promatrao sam ga pažljivo, ali nikako nisam mogao pronaći ništa sa čim bih ga usporedio. ‘Ne znam’ rekoh na kraju. ‘Recite mi bar iz koje je oblasti predmet s kojim ga uspoređujete.’ ‘Iz kulinarske.’ Ponovo sam se zamislio, ali s jednakim uspjehom. Krleža se smiješio i na kraju reče: ‘Klip pečena kukuruza!’ Komparacija je bila nevjerojatno točna. Cigle su odgovarale kukuruznim zrnima, a čađava mjesta garu na kukuruzu. Osjetio sam dah genijalnosti — bio sam zadivljen. (...) Dok ovo pišem, pada mi na um da će se možda netko začuditi što se u ovom kratkom napisu o najvećem hrvatskom piscu do danas zaustavljam na tom sitnom momentu, na toj slučajnoj poredbi koja je bez ikakva značenja u njegovu stvaralačkom zamahu. Ali mene to čuđenje nimalo ne zbunjuje: ja mu sa smiješkom odgovaram da se i u kapljici vode može vidjeti duga.«

## Vanjske poveznice
- Krležijana, enciklopedija o Miroslavu Krleži, središnjem opusu moderne Hrvatske
- LZMK / Hrvatski biografski leksikon: Krleža, Miroslav (životopis)
- Leksikografski zavod Miroslav Krleža
- (engl.) Miroslav Krleza in South Slavic Literature Library
- "U agoniji" u izvedbi münchenskog Residenztheatra
- "Krleža nije plagijator jer je bio previše talentiran i radišan", “Književni eseji” Igora Žica
- Kronologija Miroslava Krleže  Arhivirana inačica izvorne stranice od 20. kolovoza 2018. (Wayback Machine)
- O ljudskoj gluposti (Uvod u roman "Na rubu pameti")
- Miroslav Krleža: Na rubu pameti  Arhivirana inačica izvorne stranice od 23. veljače 2020. (Wayback Machine)
- Miroslav Krleža: Povratak Filipa Latinovicza  Arhivirana inačica izvorne stranice od 23. veljače 2020. (Wayback Machine)
- Miroslav Krleža: Gospoda Glembajevi  Arhivirana inačica izvorne stranice od 8. ožujka 2022. (Wayback Machine)
- Miroslav Krleža: Hrvatski bog Mars  Arhivirana inačica izvorne stranice od 23. veljače 2020. (Wayback Machine)
- Miroslav Krleža: 99 varijacija lexicographica: eseji i zapisi